# 청평악
《청평악》(중국어 간체자: 清平乐, 정체자: 清平樂, 병음: 칭핑웨, 영어: Serenade of Peaceful Joy 세레나데 오브 피스풀 조이[*])은 2020년 방송되었던 중국의 드라마이다.

## 소개
- 북송을 배경으로 조정의 풍운과 사랑하는 가족 사이의 복잡한 정세 속에 고민하는 송인종의 이야기를 그린 드라마

## 등장 인물
- 왕카이 - 송 인종 역
- 런민 (任敏) - 조휘유 역
- 우웨 (陆星) - 유아 역
- 장수잉 - 자성광헌황후 역
- 딩위시 - 소식 역
- 장톈아이 - 진희춘 역
- 왕초연 - 장필함 역
- 쉬링웨 - 묘심화 역
- 변정 (边程) - 양회길 역
- 엽조신 (叶祖新) - 장무칙 역
- 양러 - 한기 역
- 위언타이 (喻恩泰) - 안수 역
- 류쥔 (刘钧) - 범중엄 역